# Nuclei Armati per l'Autonomia Popolare
I Nouyax Armés pour l'Autonomie Populaire chiamati in italiano  Nuclei Armati per l'Autonomia Popolare (NAPAP) furono un gruppo armato comunista, attivo in Francia dal 1976 al 1979, ispirato dalle tesi del comunismo maoista,. I Nuclei Armati sorsero dall'unione di due gruppi armati precedenti che erano le Brigate Internazionali e la Nuova Resistenza Popolare, due organizzazioni armate di estrema sinistra, che agirono nel territorio francese tra il 1968 ed il 1975 e che si unirono in un'unica organizzazione per compiere maggiori attacchi terroristici. I Nuclei Armati per l'Autonomia Popolare avevano come obbiettivo di abbattere la Repubblica Francese di orientamento liberale, per sostituirla con una Repubblica Social-Comunista, seguendo l'esempio della Repubblica della Cina Comunista di Mao Tse Tung e della Cambogia comunista. L'organizzazione dei Nuclei Armati per l'Autonomia Popolare fu attiva con numerose aggressioni fisiche e sparatorie contro esponenti del mondo capitalista francese ed internazionale ed anche con numerosi attentati dinamitardi contro fabbriche aziende e sedi della NATO presenti in Francia, fino a quando si auto sciolse per unirsi al gruppo di Action directe

## Storia ed ideali
I Nuclei Armati per l'Autonomia Popolare (NAPAP) avevano come obbiettivo di creare una repubblica social-comunista con un'economia di stato, che sarebbe stata però legata al maoismo rurale, e non al comunismo classico che credeva nella difesa degli operai industriali delle città, poiché il pensiero maoista era basato sulla difesa dei lavoratori, ma preferendo il supporto del proletariato rurale rispetto al proletariato urbano ed industriale. I Nuclei Armati avevano anche come obbiettivo di deindustrializzare parzialmente la Francia, per creare una repubblica social-comunista con un'economia di stato in maggior parte agricola, e dove la produzione industriale e tecnologica sarebbe stata inferiore allo sviluppo agricolo.

## L'adesione ad Action directe
Dopo aver compiuto numerosi attentanti e sequestri di persona tra il 1976 ed il 1979, I Nuclei Armati decisero di aderire alla nuova formazione armata di estrema sinistra francese denominata Action directe